# Писково (деревня, Москва)
Писково — деревня в Новомосковском административном округе Москвы (до 1 июля 2012 года была в составе Ленинского района Московской области). Входит в состав поселения Десёновское.

## Население
| 1859 | 1890 | 1899 | 1926 | 2002 | 2006 | 2010 |
| ---- | ---- | ---- | ---- | ---- | ---- | ---- |
| 56   | ↗61  | ↗72  | ↗94  | ↘13  | ↘6   | ↗103 |

Согласно Всероссийской переписи, в 2002 году в деревне проживало 13 человек (6 мужчин и 7 женщин). По данным на 2005 год в деревне проживало 6 человек.

## География
Деревня Писково находится в юго-западной части Новомосковского административного округа, у границы с Троицким административным округом, примерно в 29 км к юго-западу от центра города Москвы и 7 км к югу от центра города Московский, на правом берегу реки Незнайки бассейна Пахры.
В 2 км юго-восточнее деревни проходит Калужское шоссе А130, в 7 км к северу — Киевское шоссе М3, в 16 км к югу — Московское малое кольцо А107, в 12 км к северо-востоку — Московская кольцевая автодорога, в 13 км к востоку — линия Курского направления Московской железной дороги. Ближайший населённый пункт — находящаяся на противоположном берегу деревня Пенино.
Неподалёку от деревни находится селище Писково XI—XIII вв.

## История
Название деревни, предположительно, произошло от некалендарного личного имени Писк.
В «Списке населённых мест» 1862 года — казённая деревня 1-го стана Подольского уезда Московской губернии по правую сторону старокалужского тракта, в 23 верстах от уездного города и 21 версте от становой квартиры, при речке Незнайке, с 12 дворами и 56 жителями (27 мужчин, 29 женщин).
По данным на 1899 год — деревня Десенской волости Подольского уезда с 72 жителями.
В 1913 году — 11 дворов.
По материалам Всесоюзной переписи населения 1926 года — деревня Пенинского сельсовета Десенской волости Подольского уезда в 2,1 км от Калужского шоссе и 8,5 км от станции Щербинка Курской железной дороги, проживало 94 жителя (48 мужчин, 46 женщин), насчитывалось 17 крестьянских хозяйств.
С 1929 до 2012 гг. — населённый пункт Московской области в составе Красно-Пахорского района (1929—1946); Калининского района (1946—1957); Ленинского района (1957—1960, 1965—2012); Подольского района (1960—1963); Ленинского укрупнённого сельского района (1963—1965).
С 2012 года — в составе города Москвы.